# Lost Girl
Lost Girl (A Rainha das Sombras (título em Portugal) ) foi uma série de televisão canadense que se estreou no Showcase a 12 de Setembro de 2010. Em Portugal é exibida no canal AXN Black e no Brasil é exibida no canal AXN.
Em agosto de 2014, a Showcase anunciou que a quinta temporada seria a última. O último episódio da série foi ao ar em 25 de Outubro de 2015.

## Enredo
Lost Girl acompanha a sedutora Bo, uma jovem adulta que, subitamente, descobre ser um súcubus que se alimenta da energia sexual dos seres humanos.
Sendo filha de pais humanos, Bo não tinha nenhuma razão para crer que fosse diferente. Até que, no primeiro encontro sexual com seu namorado, suga toda a energia dele, matando-o.
Ao longo do seriado, Bo descobre que é uma Fae - uma mistura de várias criaturas lendárias que vivem entre os seres humanos secretamente, há milênios.
Aliviada e ao mesmo tempo horrorizada por descobrir que não está sozinha, Bo decide tomar o caminho do meio entre os humanos e os Fae, enquanto embarca em uma missão pessoal para desvendar os segredos de sua origem. Com a ajuda de sua amiga humana, Kenzi e Dyson, um sexy detetive da polícia, Bo assume um desafio a cada semana, com um Fae ou um humano.

## 1ª Temporada
A primeira temporada segue as descobertas de Bo no mundo dos Fae, o aprendizado sobre seus poderes e o envolvimento romântico com Dyson, um lobisomem infiltrado no departamento de polícia pelos Fae da Luz; e com Lauren, uma médica humana que trabalha para seu dono Fae. Bo também procura por suas origens, a mãe biológica e as razões por que foi abandonada.
O primeiro episódio apresenta a maior parte do contexto da série. Bo protege uma humana conhecida como Kenzi de um predador humano e, no processo, Bo mata o agressor e o deixa para trás. Dyson é enviado rapidamente para investigar o caso, por notar que existem características sobrenaturais na morte do humano.
Na investigação, Dyson (assim como todo o mundo Fae) consegue chegar a Bo, que imediatamente é levada a julgamento pelos anciões Fae (de ambos os lados). Estes ficam preocupados com uma Fae sem lado e que ainda por cima desconhece todo o mundo Fae. No processo até o julgamento, Bo aprende sobre o mundo Fae e os clãs opostos (Faes das Trevas e da Luz).
Para saber mais sobre seu novo mundo, Bo deve passar por um teste onde enfrentará dois Faes, um de cada clã. Bo derrota ambos com a ajuda de Kenzi, ganhando o direito de escolher entre Trevas ou Luz. Mas Bo se recusa a escolher um lado e opta por continuar vivendo junto aos humanos e sem a proteção de nenhum clã. A decisão é um choque para os dois clãs, por ser a primeira Fae conhecida que não se aliou a nenhum clã e desprezou as vantagens que tal escolha oferecia.
Kenzi incentiva Bo a tirar partido de sua natureza sobrenatural e ambas abrem uma agência de detetives paranormal, utilizando as habilidades de Bo para continuar a investigar mais sobre si mesma, o mundo Fae e seu lugar dentro dele.

## Elenco

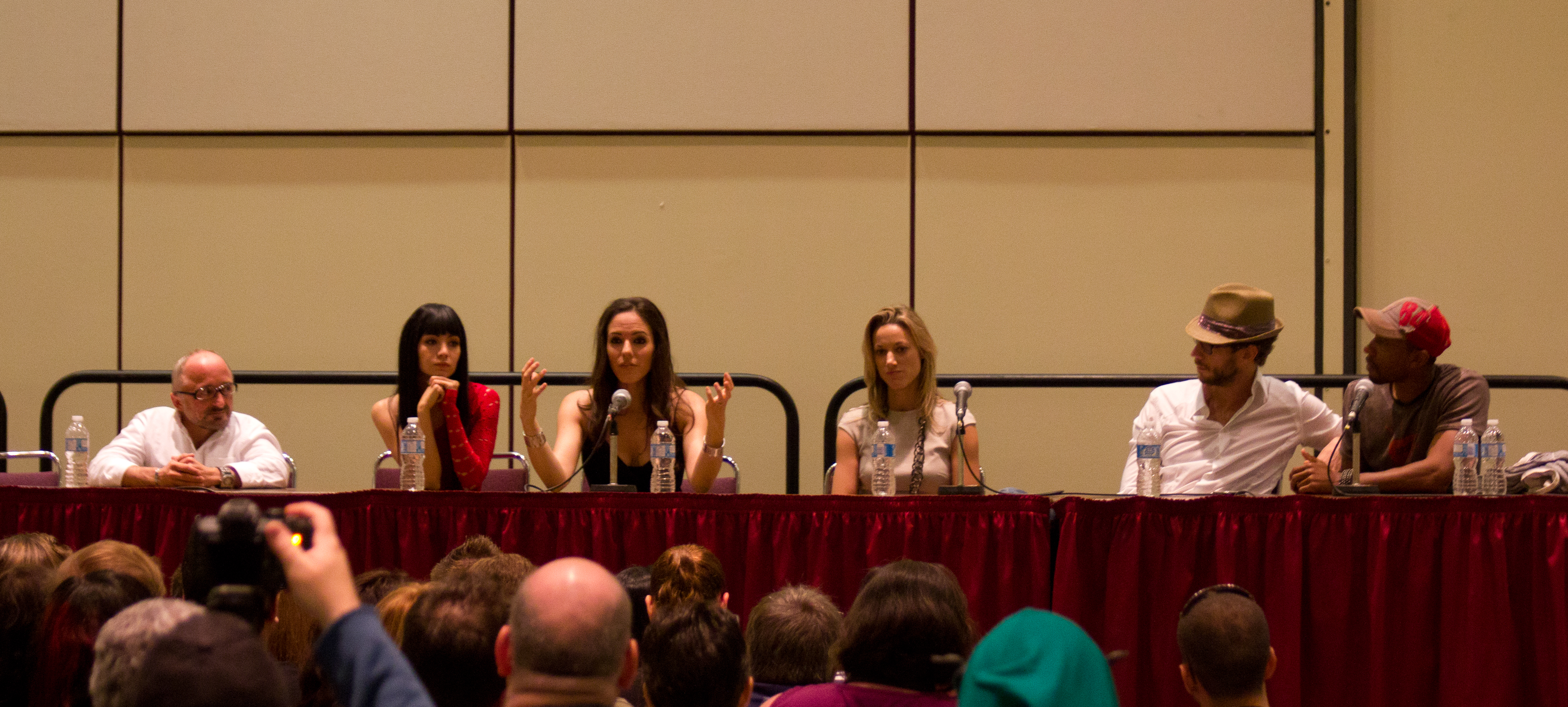
O elenco, em Agosto de 2011

- Anna Silk como Bo
- Kristen Holden-Ried como Dyson
- Ksenia Solo como Kenzi
- Rick Howland como Trick
- Zoie Palmer como Lauren
- K.C. Collins como Hale
- Rachel Skarsten como Tamsin

## Prêmios e Indicações

### Canadian Screen Awards
| Ano  | Categoria                                                                      | Indicação                                                               | Resultado | Ref   |
| ---- | ------------------------------------------------------------------------------ | ----------------------------------------------------------------------- | --------- | ----- |
| 2013 | Melhor Performance como uma Atriz Coadjuvante em um Programa ou Série de Drama | Ksenia Solo (por "The Girl Who Fae'd With Fire/Truth and Consequences") | Indicado  | [ 2 ] |
| 2013 | Melhor Design de Produção ou Direção de Arte em Programas ou Séries            | Ian Brock (por "Something Wicked This Fae Comes")                       | Indicado  | [ 2 ] |
| 2013 | Melhor Roteiro em Séries de Drama                                              | Emily Andras (por "Into the Dark")                                      | Indicado  | [ 2 ] |
| 2013 | Best Achievement in Casting                                                    | Lisa Parasyn (por "Barometz. Trick. Pressure.")                         | Indicado  | [ 2 ] |

### Directors Guild of Canada
| Ano  | Categoria                                | Indicação                                                              | Resultado | Ref   |
| ---- | ---------------------------------------- | ---------------------------------------------------------------------- | --------- | ----- |
| 2011 | Design de Produção - Séries de Televisão | Ian Brock (por "Vexed")                                                | Indicado  | [ 3 ] |
| 2011 | Edição de Som - Séries de Televisão      | Alex Bullick, James Robb, Tom Bjelic and John Laing (por "Dead Lucky") | Indicado  | [ 3 ] |

### Gemini Awards
| Ano  | Categoria                                                                               | Indicação   | Resultado | Ref   |
| ---- | --------------------------------------------------------------------------------------- | ----------- | --------- | ----- |
| 2011 | Melhor Performance como uma Atriz em Papel Coadjuvante em um Programa ou Série de Drama | Ksenia Solo | Venceu    | [ 3 ] |

### Visibility Awards
| Ano  | Categoria                | Indicação     | Resultado | Ref   |
| ---- | ------------------------ | ------------- | --------- | ----- |
| 2012 | Drama de TV Favorito     | Lost Girl     | Venceu    | [ 4 ] |
| 2012 | Atriz de TV Favorita     | Anna Silk     | Venceu    | [ 4 ] |
| 2012 | "Melhor Química"         | Bo and Lauren | Venceu    | [ 5 ] |
| 2012 | Casal de Ficção Favorito | Bo and Lauren | Venceu    | [ 6 ] |

### WorldFest Houston
| Ano  | Categoria           | Indicação     | Resultado | Ref   |
| ---- | ------------------- | ------------- | --------- | ----- |
| 2012 | Televisão - Direção | David Winning | Venceu    | [ 3 ] |